# Chrysorabdia disjuncta
Chrysorabdia disjuncta är en fjärilsart som beskrevs av Moore 1865. Chrysorabdia disjuncta ingår i släktet Chrysorabdia och familjen björnspinnare. Inga underarter finns listade i Catalogue of Life.